# Pterolophia servilis
Pterolophia servilis là một loài bọ cánh cứng trong họ Cerambycidae.